# Вилхелм IV (Орания)
Вижте пояснителната страница за други личности с името Вилхелм IV.
Вилхелм IV Карл Хайнрих Фризо фон Насау-Орания-Диц (на немски: Wilhelm Carl Heinrich Friso von Oranien-Nassau-Dietz, на нидерландски: Willem IV Karel Hendrik Friso van Oranje-Nassau; * 1 септември 1711, Леуварден; † 22 октомври 1751, Хага) е княз на Орания и Насау (1711 – 1751), граф на Вианден, господар на Бреда (1711 – 1751), княз на Насау-Зиген (1734 – 1751). От 1747 до 1751 г. той е наследствен щатхалтер на Съединените провинции на Нидерландия.

## Произход и брак
Той е син на княз Йохан Вилхелм Фризо фон Насау-Диц (1687 – 1711), щатхалтер на нидерландската провинция Фризия, и съпругата му Мария Луиза фон Хесен-Касел (1688 – 1765), дъщеря на ландграф Карл фон Хесен-Касел (1654 – 1730). Баща му се удавя седем седмици преди раждането му.
Вилхелм IV се жени на 25 март 1734 г. (14 март 1734) в Лондон за британската принцеса Анна от Великобритания (1709 – 1759), дъщеря на крал Джордж II и принцеса Каролина фон Бранденбург-Ансбах.
- Вилхелм IV
- Принцеса Анна от Великобритания

## Деца
Вилхелм IV и Анна имат децата:
- син (1734 – 1734)
- дъщеря (*/† 1735)
- дъщеря (1739 –1739)
- Каролина (1743 – 1787), регентка на щатхалтера на Фризия (1765 – 1766), омъжена на 5 март 1760 г. за княз Карл Христиан фон Насау-Вайлбург (1735 – 1788)
- Анна Мария (1746 – 1746)
- Вилхелм V Батавус фон Орания-Насау (1748 – 1806), женен на 4 октомври 1767 в Берлин за принцеса Вилхелмина Пруска (1751 – 1820), родители на Вилхелм I, крал на Нидерландия